# Blattella punctifrons
Blattella punctifrons är en kackerlacksart som först beskrevs av Gerstaecker 1883.  Blattella punctifrons ingår i släktet Blattella och familjen småkackerlackor. Inga underarter finns listade.